# Goya a la millor pel·lícula d'animació
El Premi Goya a la millor pel·lícula d'animació és un dels 28 premis Goya que s'otorguen anualment. És concedit des de la quarta edició, l'any 1989, si bé els primers anys de manera intermitent.

## Nominats i guanyadors

### Dècada del 2020
| Guanyador             | Candidats                                                                                       | |
| XXXIX edició - 2025   | XXXIX edició - 2025                                                                             | XXXIX edició - 2025 |
| --------------------- | ----------------------------------------------------------------------------------------------- | --- |
|                       |                                                                                                 | - Buffalo Kids; Cleber Beretta, Francisco Celma, Ignacio Salazar-Simpson, Jaime Ortiz de Artiñano, Jordi Gasull, Juan Jesús García Galocha "Galo", Marc Sabé, Pedro Solís, Ricardo Marco Budé, Toni Novella - Guardiana de dracs; Aurora de Cos, Fu Ruoqing, Larry Levene, Li Jiangping, Pedro Pérez, Peng Mingyu, Salvador Simó, Song Weiwei, Tro Juanyu, Yang Lihe - Papallones negres; César Zelada, David Baute, Edmon Roch i Colom, Marc Sabé - Rock Bottom; Adán Aliaga, Alba Sotorra, Anna Mroczek, Dani Bagur, Kiko Domínguez, Lukasz Kacprowicz, Marcin Wasilewski, María Trénor, Miguel Molina Carmona, Robert Jaszczurowski, Wojciech Leszczynski - Superklaus; Andrea Sebastiá, Darío Sanchez, François Trudel, Nacho La Casa, Steven Majaury |
| XXXVIII edició - 2024 |                                                                                                 | |
|                       | Robot Dreams de Pablo Berger, Ángel Durández, Ibon Cormenzana, Ignasi Estapé, Sandra Tapia Díaz | - Dispararon al pianista — Fernando Trueba, Xavier Mariscal, Cristina Huete - El sueño de la sultana — Isabel Herguera, Chelo Loureiro, Diego Herguera, Fabian Driehorst, Iván Miñambres, Mariano Baratech - Hanna i els monstres — Ángeles Hernández, David Matamoros, Lorena Ares - Mòmies — Juan Jesús García Galocha "Galo", Cleber Beretta, Francisco Celma, Jordi Gasull, Marc Sabé, Pedro Solís, Toni Novella |
| XXXVII edició - 2023  |                                                                                                 | |
|                       | Unicorn Wars de Chelo Loureiro, Iván Miñambres i Nicolas Schmerkin                              | - Black is Beltza II: Ainhoa, de Jone Unanua i Hugo Castro Fau - Inspector Sun y la maldición de la viuda negra, de Peter Rogers, Karl Richards i Jason Kaminsky - Os demos de barro, de Xose Zapata, Martine Vidalenc i Nuno Beato - Tadeo Jones 3: La tabla esmeralda, de Ghislain Barrois i Álvaro Augustín |
| XXXVI edició - 2022   |                                                                                                 | |
|                       | Valentina de Chelo Loureiro                                                                     | - Gora automatikoa, de David Galán - Mironins - Zutik!, d'Iker Álvarez |
| XXXV edició - 2021    |                                                                                                 | |
|                       | La gallina Turuleca                                                                             | |
| XXXIV edició - 2020   |                                                                                                 | |
|                       | Buñuel en el laberinto de las tortugas                                                          | - Elkano, lehen mundu bira - Klaus |

### Dècada del 2010
| Guanyador            | Candidats                                                          | |
| XXXIII edició - 2019 | XXXIII edició - 2019                                               | XXXIII edició - 2019 |
| -------------------- | ------------------------------------------------------------------ | --- |
|                      | Un día más con vida                                                | - Azahar - Bikes The Movie - Memòries d'un home en pijama |
| XXXII edició - 2018  |                                                                    | |
|                      | Tadeu Jones 2: El secret del rei Mides d'Enrique Gato              | - Deep, de Julio Soto Gúrpide - Nur eta herensugearen tenplua, de Juan Bautista Berasategi Luzuriaga                                                                                            |
| XXXI edició - 2017   |                                                                    | |
|                      | Psiconautas, los niños olvidados d'Alberto Vázquez i Pedro Rivero  | - Ozzy, d'Alberto Rodríguez Rodríguez - Teresa eta Galtzagorri, d'Agurtzane Intxaurraga |
| XXX edició - 2016    |                                                                    | |
|                      | Atrapa la bandera d'Enrique Gato                                   | - Meñique y el espejo mágico d'Ernesto Padrón - Noche ¿de paz? de Juan Galiñanes - Yoko eta Lagunak de Juanjo Elordi i Rishat Gilmetdinov                                                       |
| XXIX edició - 2015   |                                                                    | |
|                      | Mortadelo y Filemón contra Jimmy el Cachondo de Javier Fesser      | - Dixie eta matxinada zonbia de Ricardo Ramón i Beñat Beitia - La tropa de trapo en la selva del arcoíris d'Álex Colls                                                                          |
| XXVIII edició - 2014 |                                                                    | |
|                      | Futbolín de Juan José Campanella                                   | - El extraordinario viaje de Lucius Dumb de Maite Ruiz de Austri - Hiroku. Defensores de Gaia de Saúl Barreto Ramos i Manuel González Mauricio - Justin y la espada del valor de Manuel Sicilia |
| XXVII edició - 2013  |                                                                    | |
|                      | Las aventuras de Tadeo Jones d'Enrique Gato                        | - El corazón del roble de Ricardo Ramón i Ángel Izquierdo - O Apóstolo de Fernando Cortizo - The Wish Fish de Gorka Vázquez i Iván Oneka                                                        |
| XXVI edició - 2012   |                                                                    | |
|                      | Arrugues d'Ignacio Ferreras                                        | - Carthago Nova de Jose María Molina - Papá soy una zombi de Ricardo Ramón i Joan Espinach - The Little Wizard. O mago dubidoso de Roque Cameselle                                              |
| XXV edició - 2011    |                                                                    | |
|                      | Chico i Rita de Fernando Trueba, Javier Mariscal i Antonio Errando | - El tesoro del rey Midas de Maite Ruiz de Austri - La tropa de trapo en el país donde siempre brilla el sol d'Álex Colls - Las aventuras de Don Quijote d'Antonio Zurera                       |
| XXIV edició - 2010   |                                                                    | |
|                      | Planet 51 de Jorge Blanco, Javier Abad i Marcos Martínez           | - Animal Channel de Maite Ruiz de Austri - Cher ami de Miquel Pujol - Pérez, el ratoncito de tus sueños d'Andrés Schaer                                                                         |

### Dècada del 2000
| Guanyador           | Candidats                                                               | |
| XXIII edició - 2009 | XXIII edició - 2009                                                     | XXIII edició - 2009 |
| ------------------- | ----------------------------------------------------------------------- | --- |
|                     | El lince perdido de Manuel Sicilia i Raúl García                        | - Donkey Xote de José Pozo - Espíritu del bosque de David Rubín i Juan Carlos Pena - RH+, el vampiro de Sevilla d'Antonio Zurera                                      |
| XXII edició - 2008  |                                                                         | |
|                     | Nocturna, una aventura mágica de Víctor Maldonado i Adrià García        | - Azur y Asmar de Michel Ocelot - Betizu eta urrezko zintzarria d'Egoitz Rodríguez - En busca de la piedra mágica de Lenard F. Krawinkel i Holger Tappe               |
| XXI edició - 2007   |                                                                         | |
|                     | Pérez, el ratoncito de tus sueños de Juan Pablo Buscarini               | - De profundis de Miguelanxo Prado - El cubo mágico d'Ángel Izquierdo - Teo, cazador intergaláctico de Sergio Bayo                                                    |
| XX edició - 2006    |                                                                         | |
|                     | El sueño de una noche de San Juan d'Ángel de la Cruz i Manolo Gómez     | - Gisaku de Baltasar Pedrosa |
| XIX edició - 2005   |                                                                         | |
|                     | P3K: Pinocho 3000 de Daniel Robichaud                                   | - Los balunis en la aventura del fin del mundo de Juanjo Elordi - Supertramps de José Mari Goenaga i Íñigo Berasategui                                                |
| XVIII edició - 2004 |                                                                         | |
|                     | El Cid: La leyenda de José Pozo                                         | - El embrujo del Sur de Juanba Berasategi - Glup d'Íñigo Berasategui i Aitor Arregui - Los Reyes Magos d'Antonio Navarro                                              |
| XVII edició - 2003  |                                                                         | |
|                     | Dragon Hill, la colina del dragón d'Ángel Izquierdo                     | - Anjé, la leyenda del Pirineo de Juan José Elordi Bilbao - El rey de la granja de Gregorio Muro - Puerta del tiempo de Pedro Delgado Cavilla                         |
| XVI edició - 2002   |                                                                         | |
|                     | El bosque animado, sentirás su magia de Manolo Gómez i Ángel de la Cruz | - La leyenda del unicornio de Maite Ruiz de Austri - Manuelita de Manuel García Ferré - Un perro llamado dolor de Luis Eduardo Aute                                   |
| XV edició - 2001    |                                                                         | |
|                     | La isla del cangrejo d'Ángel Muñoz i Txabi Basterretxea                 | - 10 + 2: El gran secret de Miquel Pujol - El ladrón de sueños d'Ángel Alonso García - Marco Antonio. Rescate en Hong Kong de Carlos Varela Adalid i Manuel J. García |
| XIV edició - 2000   |                                                                         | |
|                     | Goomer de José Luis Feito i Carlos Varela                               | No n'hi hagué |

### Dècada del 1990
| Guanyador          | Candidats                                                           |                                                                 |
| XIII edició - 1999 | XIII edició - 1999                                                  | XIII edició - 1999                                              |
| ------------------ | ------------------------------------------------------------------- | --------------------------------------------------------------- |
|                    | ¡Qué vecinos tan animales! de Maite Ruiz de Austri                  | - Ahmed, el príncipe de La Alhambra de Juan Bautista Berasategi |
| XII edició - 1998  |                                                                     |                                                                 |
|                    | Megasónicos de Javier González de la Fuente i José Martínez Montero | No n'hi hagué                                                   |
| IX edició - 1995   |                                                                     |                                                                 |
|                    | El regreso del viento del Norte de Maite Ruiz de Austri             | No n'hi hagué                                                   |
| IV edició - 1990   |                                                                     |                                                                 |
|                    | Los cuatro músicos de Bremen de Cruz Delgado                        | No n'hi hagué                                                   |

## Estadístiques

### Directors més guardonats
- 2 premis: Maite Ruiz de Austri, de 6 nominacions
- 2 premis: Ángel de la Cruz, de 2 nominacions
- 2 premis: Manolo Gómez, de 2 nominacions
- 2 premis: Enrique Gato, de 2 nominacions

### Directors amb més candidatures
- 6 candidatures: Maite Ruiz de Austri (2 premis)
- 3 candidatures: Ángel Izquierdo (1 premi)
- 2 candidatures: Ángel de la Cruz (2 premis)
- 2 candidatures: Manolo Gómez (2 premis)
- 2 candidatures: Enrique Gato (2 premis)
- 2 candidatures: Carlos Varela (1 premi)
- 2 candidatures: José Pozo (1 premi)
- 2 candidatures: Manuel Sicilia (1 premi)
- 2 candidatures: Juan Bautista Berasategi (0 premis)
- 2 candidatures: Íñigo Berasategui (0 premis)
- 2 candidatures: Miquel Pujol (0 premis)
- 2 candidatures: Juan José Elordi Bilbao (0 premis)
- 2 candidatures: Antonio Zurera (0 premis)
- 2 candidatures: Álex Colls (0 premis)